# Zręczyce

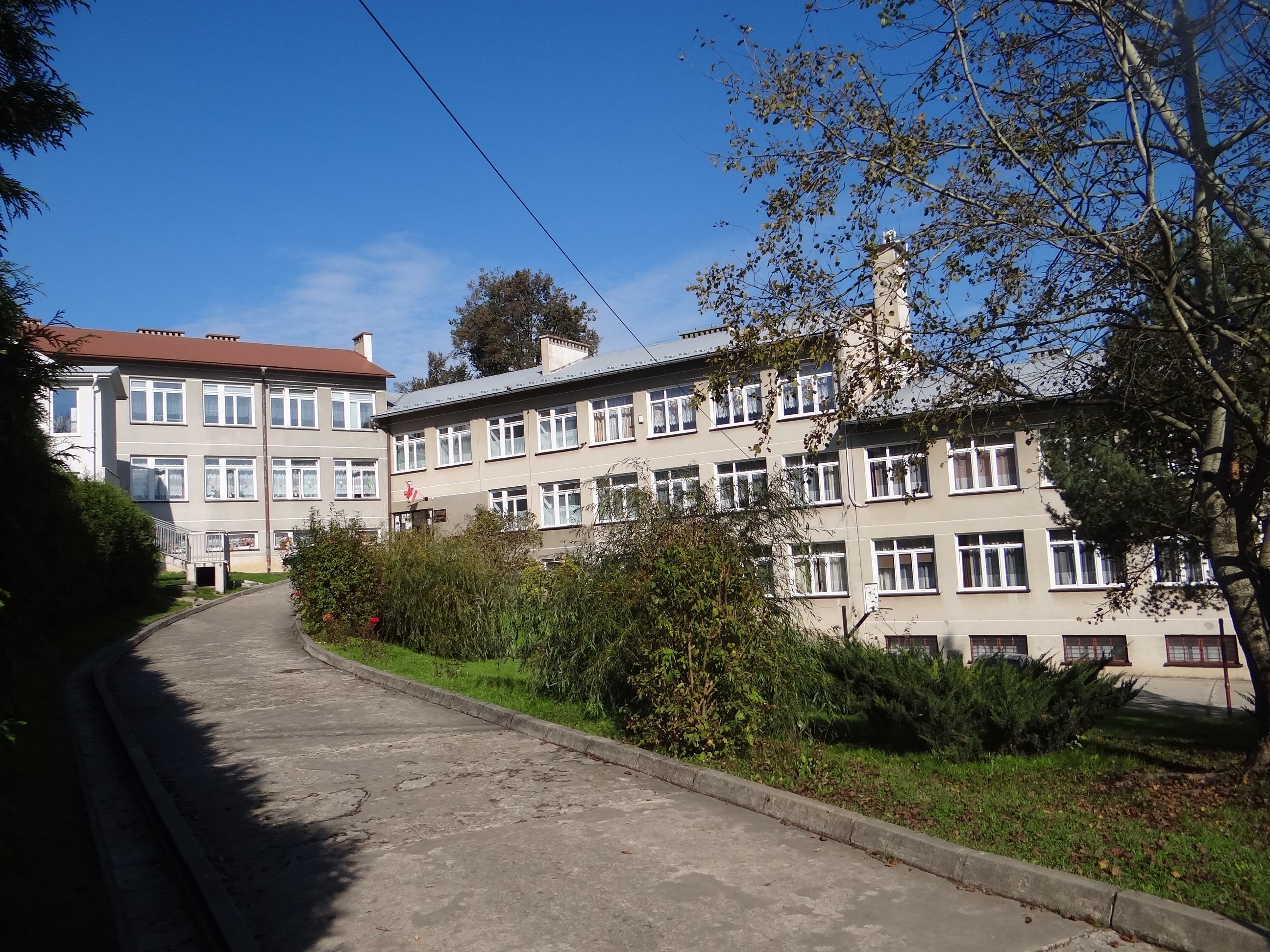
Grundschule des Ortes

Zręczyce [zren'czyce] ist ein Ort in der Gmina Gdów im Powiat Wielicki der Woiwodschaft Kleinpolen im südlichen Polen. Er liegt 15 km südöstlich von Wieliczka und 27 km südöstlich von Krakau. Der Ort hat 849 Einwohner (Stand: 31. Dezember 2014). Der Ort verfügt über eine Grundschule. In dem Ort sind ein Haus aus dem Jahr 1935, ein Schrein und ein Garten unter der Registernummer A-666 24.11.1993 denkmalgeschützt.